# Maurice De Muer
Maurice De Muer (Potigny, Calvados, 4 de octubre de 1921 - Seillans, Var, 4 de marzo de 2012) fue un ciclista francés, que fue profesional entre 1943 y 1951.
En su palmarés destaca la Pariera-Camembert de 1944. El 1946 acabó segundo de la París-Niza. Fue compañero de equipo de Ferdi Kübler, Paul Giguet, Camille Danguillaume, Émile Idée y Jean de Gribaldy, entre otros.
A partir de 1960 pasó a ejercer tareas de dirección deportiva, motivo por el cual es más conocido. Como director de un pequeño equipo, el grupo deportivo Pelforth-Sauvage-Lejeune, a partir de 1963 fue invitado a tomar parte al Tour de Francia. El 1964 uno de sus corredores, Georges Groussard, lleva el maillot amarillo de líder durante 10 etapas y el equipo, encabezado por Henri Anglade gana la clasificación por equipos. Posteriormente pasó a dirigir el equipo Bic entre 1969 y 1974, dirigiendo la victoria de Luis Ocaña al Tour de 1973. Entre 1978 y 1982 dirigió el equipo Peugeot.

## Palmarés
- 1941
  - 1º en el Gran Premio de Fourmies
- 1944
  - 1º en la Pariera-Camembert (Trofeo Lepetit)
- 1947
  - 1º en el Gran Premio del Écho de Argel
- 1950
  - 1º en el Tour de la Manche

### Resultados en el Tour de Francia
- 1947. Abandona (2ª etapa)
- 1948. Abandona (14.ª etapa)
- 1950. 32.º de la clasificación general

### Resultados en el Giro de Italia
- 1948. Abandona